# Mato Neretljak
Mato Neretljak, född 3 juni 1979 i Orašje, Bosnien och Herzegovina, SFR Jugoslavien, är en kroatisk före detta fotbollsspelare.
Neretljak spelade under sin karriär tio landskamper för Kroatiens landslag.